# Jeff Teague
Jeffrey Demarco "Jeff" Teague, född 10 juni 1988 i Indianapolis i Indiana, är en amerikansk basketspelare som senast spelade för Milwaukee Bucks i National Basketball Association (NBA). Han spelar som point guard.

## Karriär
Den 30 november 2020 värvades Teague av Boston Celtics. Den 25 mars 2021 byttes han till Orlando Magic tillsammans med två framtida val i den omgången i NBA:s draft mot Evan Fournier. Två dagar senare släpptes Teague dock av klubben.
Den 1 april 2021 värvades Teague av Milwaukee Bucks. Den 20 juli 2021 besegrade Bucks Phoenix Suns i National Basketball Association-slutspel och Teague blev för första gången NBA-mästare. Efter säsongen lämnade han klubben och blev free agent.